# Girella cyanea
Girella cyanea är en fiskart som beskrevs av Macleay, 1881. Girella cyanea ingår i släktet Girella och familjen Kyphosidae. Inga underarter finns listade i Catalogue of Life.